# Kotchevnik modestus
Kotchevnik modestus is een vlinder uit de familie van de Houtboorders (Cossidae). De wetenschappelijke naam van de soort is voor het eerst gepubliceerd in 1887 door Otto Staudinger.
De soort komt voor in Iran, Kazachstan, Kirgizië, Oezbekistan en Noordwest-China.